# Al-Junayd ibn 'Abd al-Rahman al-Murri
al-Junayd ibn ʿAbd al-Raḥmān al-Murrī (Template:Talebano; ... – Merv, febbraio 734) è stato un funzionario e generale arabo omayyade.
Nominato nel 724 dal Califfo omayyade Hisham ibn 'Abd al-Malik Wālī del Sind e del Multān (S del Punjab) recentemente conquistato.

Prese inoltre l'iniziativa di passare per le armi il re del Multān, Jushāba ibn Dhābir, e suo fratello, dubitando della sincerità della loro conversione all'Islam. 

Come governatore, effettuò varie spedizioni nel territorio più a oriente, fino in Gujarat e nella regione natale dei turchi Ghuzz (Oghuz), dominata dai Cinesi), riuscendo a impadronirsi di un loro centro abitato e di una loro roccaforte. Tutto ciò dovette soddisfare Damasco, visto che Hishām lo confermò al suo posto fino al 729, nominandolo l'anno dopo Wālī della ricca regione iranica del Khorasan.
Per cercare di riportare all'obbedienza la Transoxiana, al-Junayd (di cui le cronache arabe ricordano le doti di abile amministratore) impugnò le armi assieme al precedente governatore, Ashras b. ʿAbd Allāh al-Sulamī, per frenare l'irruente spinta militare dei turchi Turgesh, scontrandosi più volte con loro, fino a cogliere una vittoria a Zarmān, vicino Samarcanda.

Mentre tornava in Khorasan, conquistando lungo il tragitto il Ṭokhāristān (attuale Afghanistan), fu richiamato a un sollecito intervento da Sawra b. al-Ḥurr b. Abjar al-Abānī al-Tamīmī, che comandava la guarnigione di Samarcanda, costretto a fronteggiare con insufficienti forze una nuova e più pericolosa minaccia dei Turgesh.
Nell'attraversare però il passo del Tashtakaracha (Uzbekistan), al-Junayd fu attaccato da guerrieri provenienti dalla regione dello Shash, dal Ferghana e dal Ṣughd, che, appostatisi favorevolmente, vista la natura del posto, riuscirono a distruggere il suo esercito in quella che sarà chiamata la "Battaglia della strettoia" (Yawm o Waqʿat al-shiʿb), spazzando via anche gli uomini di Sawra (che cadde nella mischia) giunto in soccorso di al-Junayd. Questi a malapena scampò alla morte, riuscendo a rifugiarsi a Samarcanda, mentre il Califfo gli inviava 20.000 uomini di rinforzo, precipitosamente arruolati a Kūfa e a Baṣra.
Il suo matrimonio con la figlia del ribelle Yazīd b. al-Muḥallab provocò l'ira del Califfo e la sua rimozione dalla carica nel 734. al-Junayd morì di lì a poco, nel febbraio (come diceva Gabrieli) o l'11 marzo (come affermava Ṭabarī, per idropisia, prima che giungesse il suo successore al governatorato del Khorasan, ʿĀṣim ibn ʿAbd Allāh al-Hilālī. Egli (secondo una truce usanza che sopravvisse a lungo nella storia del califfato, non solo omayyade) poté così vendicarsi di al-Junayd solo per interposta persona, incarcerando e torturando il suo luogotenente e cugino ʿUmāra b. Ḥuraym al-Murrī e angariando i suoi funzionari.